# خط توگانه
خط توگانه (به ژاپنی: 東金線, Tōgane-sen) یکی از خطوط قطار شرکت راه‌آهن شرق ژاپن است. این خط ایستگاه اوآمی را به ایستگاه ناروتو در استان چیبا متصل می‌کند. در حال حاضر این خط دارای ۵ ایستگاه می‌باشد.